# Carlos Schlieper
Carlos Schlieper, född 23 september 1902, död 11 april 1957 i Buenos Aires, var en argentinsk filmregissör och manusförfattare.
Han regisserade ett 30-tal filmer mellan 1939 och 1957; han skrev manus till över 20 av dem. Bland filmerna kan Alejandra (1956) nämnas.